# Cerco de Burnswark
O Cerco de Burnswark foi uma batalha para garantir o controle de um forte elevado travada entre os defensores caledonianos da tribo dos sélgovas e as legiões romanas que participavam da campanha de Quinto Lólio Úrbico durante a conquista das Terras Baixas escocesas. O cerco ocorreu na moderna Burnswark, no sul da Escócia, perto de Lockerbie, e resultou em vitória romana.

## Contexto
Pouco se sabe sobre a batalha em si a partir das fontes históricas, com exceção de seu contexto, bem documentado. Muito do que se sabe, incluindo o posicionamento e movimento das tropas, foi inferido a partir de escavações arqueológicas realizadas no local.[carece de fontes?]

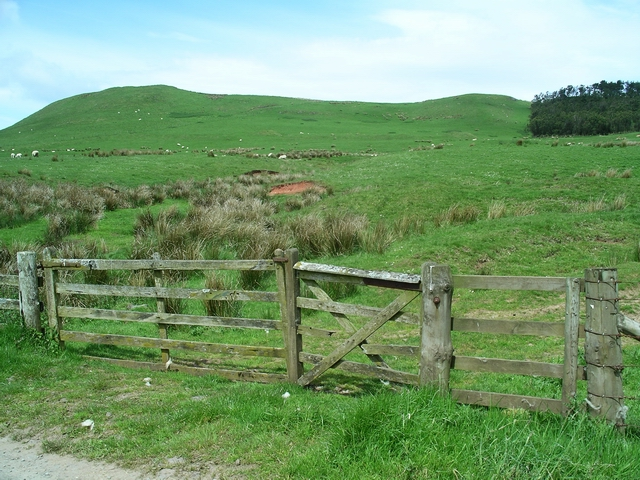
Burnswark Hill, na Escócia.

Depois da morte do imperador Adriano (138), Antonino Pio chegou ao trono e rapidamente tratou de reverter o sistema de limitação das fronteiras imperiais imposto pelo seu antecessor. Depois de derrotar os brigantes em 139, Quinto Lólio Úrbico, o governador da Britânia recebeu ordens de marchar para além da Muralha de Adriano para conquistar as Terras Baixas da Caledônia, onde viviam na época votadinos, sélgovas, damnônios e nóvantas, empurrando a fronteira mais para o norte. Lólio Úrbico marchou com três legiões, a II Augusta, a VI Victrix e a XX Valeria Victrix, num total de pelo menos 16 500 homens.
Os sélgovas, que habitavam a região das modernas cidades de Kirkcudbrightshire e Dumfriesshire, imediatamente ao norte da Muralha de Adriano, estavam entre as primeiras tribos caledônias a serem atacadas (juntamente com os votadinos). Os romanos, que estavam acostumados com a guerra em terrenos montanhosos, se moveram rapidamente para ocupar pontos estratégicos e mais elevados, alguns dos quais haviam sido fortificados pelos caledônios. Uma destas fortalezas ficava na moderna Burnswark e estava estrategicamente localizada para comandar a rota ocidental que seguia para o norte até o interior da Caledônia.

## Batalha
As forças romanas se posicionaram cercando a fortaleza no alto de uma colina e construíram dois acampamentos, um de cada lado, efetivamente bloqueando-a. Acredita-se que estes dois acampamentos abrigavam cerca de 6 000 homens, legionários e tropas auxiliares. Enquanto os defensores certamente só dispunham de armas simples, como escudos e espadas, os romanos contavam com complexas armas de cerco e as utilizaram com efeitos devastadores. Acredita-se que os defensores foram quase completamente aniquilados.

## Eventos posteriores
Esta foi provavelmente uma das muitas batalhas da campanha romana nas Terras Baixas caledônias. Em 142, os romanos já haviam pacificado a região toda e moveram com sucesso a fronteira para o norte, demarcando-a com a nova Muralha Antonina.[carece de fontes?]

## Further reading
- Woodman, A.J.; Kraus, C. (2014). Tacitus: Agricola (em inglês). Cambridge: Cambridge University Press